# Karmen Kenda Jež
Karmen Kenda-Jež [kármen kénda jéž-], slovenska jezikoslovka, * 26. avgust 1962, Novo mesto.

## Življenje in delo
Maturirala je na gimnaziji v Novem mestu leta 1981 in diplomirala leta 1988 iz slovenskega jezika s književnostjo na Filozofski fakulteti v Ljubljani. V letih 1988–1992 je bila na isti fakulteti mlada raziskovalka, od leta 1994 pa dela v dialektološki sekciji Inštituta za slovenski jezik Frana Ramovša Znanstvenoraziskovalnega centra SAZU v Ljubljani, ki jo kot višja znanstvena sodelavka od marca 2019 tudi vodi. Doktorirala je leta 2003 na Filozofski fakulteti v Ljubljani z nalogo Cerkljansko narečje: teoretični model dialektološkega raziskovanja na zgledu besedišča in glasoslovja. Na Fakulteti za humanistiko Univerze v Novi Gorici je v letih 2007–2018 kot docentka predavala sociolingvistiko. 
Kot dialektologinja se ukvarja predvsem z zahodnimi slovenskimi narečji (največ s cerkljanskim) in z narečnim slovaropisjem. Slovenske dialektološke raziskave nadgrajuje in njihove metode posodablja z novimi teoretičnimi spoznanji in pristopi. Sodeluje pri projektu Slovenski lingvistični atlas, ki poteka na Inštitutu za slovenski jezik Frana Ramovša ZRC SAZU. Od leta 2007 vodi slovensko nacionalno komisijo pri Slovanskem lingvističnem atlasu (OLA).
Leta 1989 je dobila študentsko Prešernovo nagrado. Kot somentorica jezikovno-etnološke skupine je leta 1995 sodelovala na Alpskem mladinskem raziskovalnem taboru v Podbrdu. V letih 2003–2008 je sodelovala pri raziskavi slovenskega narečnega oblačilnega izrazja v Kanalski dolini v Italiji. Uredila je Dialektološke in jezikovnozgodovinske razprave Tineta Logarja, zapisala in uredila slovenska besedila v knjigi Tako so peli = Così cantavano, souredila publikacijo Ponovne objave člankov s kartami za Slovenski lingvistični atlas (do leta 2008) ter sodelovala pri ureditvi slovenskih besedil v knjigi Liliane Spinozzi Monai Glosar terskega narečja Jana Baudouina de Courtenayja. Od leta 2010 je članica uredniškega odbora revije Jezikoslovni zapiski.
Prevaja iz poljščine.

### Dela
- Tine Logar, Dialektološke in jezikovnozgodovinske razprave, ur. Karmen Kenda-Jež, Ljubljana: ZRC SAZU, Inštitut za slovenski jezik Frana Ramovša, 1996 (COBISS).
- Shranli smo jih v bančah: slovarski prispevek k poznavanju oblačilne kulture v Kanalski dolini = contributo lessicale alla conoscenza dell’abbigliamento in Val Canale, Ukve: Planika, Slori – Ljubljana: Inštitut za slovenski jezik Frana Ramovša ZRC SAZU, 2007 (COBISS); 2., popravljena in razširjena izdaja, 2015 (COBISS). Spletna objava:  Slovar oblačilnega izrazja govora v Kanalski dolini (Val Canale – Kanaltal – Valcjanâl), www.fran.si.
- Tako so peli = Così cantavano, Kanalska dolina = Val Canale, 2009 (COBISS).
- Ponovne objave člankov s kartami za Slovenski lingvističini atlas (do leta 2008), Ljubljana: Inštitut za slovenski jezik Frana Ramovša ZRC SAZU, 2009 (COBISS) in elektronska različica 2010 (COBISS).
- Liliana Spinozzi Monai, Il Glossario del dialetto del Torre di Jan Baudouin de Courtenay, Udine – Ljubljana – Sankt-Peterburg, 2009 (z vsebino CD-ja) (COBISS).
- Slovenski lingvistični atlas 1.1–2: človek (telo, bolezni, družina), Ljubljana: Založba ZRC SAZU, ZRC SAZU, 2011 (Jezikovni atlasi) (COBISS) (s sodelavci).
- Slovenski lingvistični atlas 2.1–2: kmetija, Ljubljana: Založba ZRC SAZU, ZRC SAZU, 2016 (Jezikovni atlasi) (COBISS) (s sodelavci).

### Prevajalstvo
- Hanna Popowska-Taborska, Zgodnja zgodovina Slovanov v luči njihovega jezika, Ljubljana: Založba ZRC, ZRC SAZU, 2005 (COBISS).
- Witold Gombrowicz, Kozmos, Ljubljana: Cankarjeva založba, 2007 (COBISS) (prevod z Nikom Ježem).

### Pomembnejše objave
- Fonološki opis govora Ovčje vasi = Descrizione fonologica della parlata di Valbruna, v: Ovčja vas in njena slovenska govorica = Valbruna e la sua parlata slovena, ur. Nataša Komac – Vera Smole, Ukve: Slovensko kulturno središče Planika, Kanalska dolina – Ljubljana: Inštitut za slovenski jezik Frana Ramovša ZRC SAZU, 2005, 85–128 (COBISS).
- Narečna besedila iz Ovčje vasi = Testi dialettali di Valbruna, v: Ovčja vas in njena slovenska govorica = Valbruna e la sua parlata slovena, ur. Nataša Komac – Vera Smole, Ukve: Slovensko kulturno središče Planika, Kanalska dolina – Ljubljana: Inštitut za slovenski jezik Frana Ramovša ZRC SAZU, 2005, 129–220 (COBISS).
- S potno torbo v 21. stoletje?: k Slovarju zatolminskega govora [spremna beseda], v: Helena Čujec Stres, Slovar zatolminskega govora 1: A–O, Zatolmin: Stres inženiring, 2010, 5–10 (COBISS).
- Fonetična transkripcija, v: Slovenski lingvistični atlas 1.1: človek (telo, bolezni, družina), ur. Jožica Škofic, Ljubljana: Založba ZRC, ZRC SAZU, 2011, 27–30 (COBISS); aktualizirano v: Slovenski lingvistični atlas 2.1: kmetija, ur. Jožica Škofic, Ljubljana: Založba ZRC, ZRC SAZU, 2016, 27–31 (COBISS).
- Sistem SLOnar: povedne oznake slovenskih narečnih različkov (od narečne skupine do idiolekta), Jezikoslovni zapiski 20 (2014), št. 1, 145–173 (COBISS) (s Petrom Weissom).
- Govorjena besedila iz Lipalje vasi, v: Robert Grošelj idr., Lipalja vas in njena slovenska govorica, Ljubljana: Založba ZRC, ZRC SAZU, 2016 (Linguistica et philologica 34), 19–90 (COBISS) (s sodelovanjem Roberta Grošlja in Vere Smole).
- Jan Niecisław Baudouin de Courtenay: pogled v slovenski jezik skozi prizmo jezika, v: Pogled od zunaj na slovenski jezik, prostor in kulturo: v zgodovinski perspektivi, ur. Neža Zajc, Ljubljana: Založba ZRC, ZRC SAZU, 2017 (Življenja in dela 14), 111–128 (COBISS).